# Pellegrinia hirsuta
Pellegrinia hirsuta là một loài thực vật có hoa trong họ Thạch nam. Loài này được (Ruiz & Pav. ex G. Don) Sleumer mô tả khoa học đầu tiên năm 1935.